# Zebetsmattbach
Der Zebetsmattbach (am Oberlauf Haldsmattbach oder Neumattgraben) ist ein gut 3,3 Kilometer langer Bach des Südschwarzwaldes im baden-württembergischen Landkreis Lörrach. Er entspringt auf dem Gebiet der Gemeinde Schönenberg am Südhang des Mittelbühls und mündet in Schönau im Schwarzwald, oberhalb der Wiesenbrücke Tunauer Straße, von rechts und Norden in die Wiese.

## Namen
Im amtlichen Gewässernetz der LUBW trägt der Bach den Namen Zebetsmattbach und am Oberlauf Haldsmattbach. Diese Darstellung findet sich auch auf der zugrundeliegenden topographischen Karte, wie auch auf der topographischen Karte im Geoportal Baden-Württemberg. Hier ist im Layer ALKIS Basis transparent der Oberlauf allerdings mit Neumattgraben, der Mittellauf mit Haldsmattbach und der Unterlauf mit Zebetsmattbach beschriftet. Diese Dreiteilung findet sich auch in der Historischen Gemarkungsübersicht Baden im Geoportal Baden-Württemberg.
Eine klare Abgrenzung, welcher Bachabschnitt wo genau den jeweiligen Namen trägt, ist nicht möglich, weshalb in diesem Artikel durchgehend der Name Zebetsmattbach genutzt wird.

## Geographie

### Verlauf
Der Zebetsmattbach entspringt auf etwa 925 m ü. NHN im Walddistrikt Hitzlebühl am Südhang des Mittelbühls auf dem Gebiet der Gemeinde Schönenberg. In südöstlicher Richtung fließend erreicht er auf etwa 690 m ü. NHN die Wohnbebauung von Schönenberg, durch das er weitgehend verdolt hindurch fließt, ehe er bei der Straße Am Bühlrain wieder ans Tageslicht tritt, nach Süden abbiegt und kurz danach auch die Grenze zu Schönau im Schwarzwald überquert. Dort führt sein Verlauf in südwestlicher Richtung über das Gelände des Golfclubs Schönau und unterquert danach die K 6306 (Schönenberger Straße). In einem Bogen fließt der Zebetsmattbach durch das Gewann Vogelten am Rande der nördlichen Wohnbebauung von Schönau entlang, bevor es bei rund 550 m ü. NHN wieder verdolt unter der Schönauer Talstraße und vor dem Gymnasium nach links abbiegend unter der Neustadtstraße seinen unterirdischen Weg nimmt. Kurz vor der Mündung endet die Dole und der Zebetsmattbach mündet auf etwa 528 m ü. NHN von rechts und Norden in die Wiese.
Der gut 3,3 km lange Lauf des Zebetsmattbach endet knapp 400 Höhenmeter unterhalb seiner Quelle, er hat somit ein mittleres Sohlgefälle von etwa 12 %.

### Einzugsgebiet
Das naturräumlich zum Südschwarzwald gehörende Einzugsgebiet ist knapp 3 km² groß und liegt zu rund drei Vierteln auf dem Gemeindegebiet von Schönenberg, das restliche Viertel gehört zur Gemeinde Schönau im Schwarzwald. Der höchste Punkt des Einzugsgebiets liegt im Norden, im Naturschutzgebiet Belchen, auf ungefähr 1032 m ü. NHN am Mittelbühl.
Die Einzugsgebiete der folgenden Nachbargewässer grenzen an:
- Im Norden konkurriert der Aiternbach, der weiter oberhalb in die Wiese mündet;
- im Nordosten grenzt das Einzugsgebiet eines namenlosen Baches, der direkt oberhalb des Zebetmattbachs in die Wiese entwässert;
- im Süden liegt der Haselberger Bach, der über den Gewerbekanal „NN-CN8“ * direkt unterhalb in die Wiese mündet;
- im Westen konkurriert der Böllenbach, mit seinen Nebenläufen Lehbächle und Wildböllenbach, der sich ebenfalls unterhalb in die Wiese ergießt.

### Zuflüsse
Auf der amtlichen Gewässerkarte sind insgesamt drei Zuflüsse verzeichnet:
- Namenloser Hangwaldbach, entspringt auf etwa 705 m ü. NHN am Westhang des Letzbergs, mündet auf etwa 683 m ü. NHN von links und Norden in Schönenberg;
- namenloser Wiesenauenbach, rund 500 Meter lang, entspringt auf etwa 650 m ü. NHN beim Schönenberger Weiler Entenschwand, mündet auf etwa 585 m ü. NHN von rechts und Südosten;
- Letzbergbächle, rund 700 Meter lang, entspringt auf etwa 670 m ü. NHN am Südhang des Heideck, mündet verdolt von links in Schönau im Gewann Vogelten.

### Flusssystem Wiese
- Fließgewässer im Flusssystem Wiese